# 東交駅
東交駅（トンギョえき）は、大韓民国京畿道九里市に存在した韓国鉄道公社中央線の鉄道駅である。2005年12月15日をもって廃止となった。

## 歴史
- 1977年 3月1日 - 開業[1]
- 2005年12月15日 - 廃止。